# Abody Béla
Abody Béla (Budapest, 1931. június 14. – Budapest, 1990. augusztus 17.) József Attila-díjas magyar író, műfordító, irodalmi- és zenekritikus, humorista és szerkesztő, színházigazgató.

## Életpályája
Édesapja Abody Előd műegyetemi professzor volt.
A középiskolát a Ciszter, később Állami Szent Imre Gimnáziumban végezte. Osztálytársai többek között: Györgyi Géza, Latinovits Zoltán és Vajda Miklós voltak. 1947-ben operakritikával kezdte pályáját.
Az Eötvös Loránd Tudományegyetem bölcsészkarán szerzett diplomát 1953-ban. 1951-ben és 1952-ben az Írószövetség Fiatal Írók Munkaközösségének főtitkára volt.
1956-ban a Magvető Könyvkiadó irodalmi vezetője lett (1957-ig). 1960 és 1963 között általános iskolában tanított Budapest XIX. kerületében. Ezután az Élet és Irodalom főmunkatársa lett.
1971 és 1975 közt a Vidám Színpad igazgatója volt. Gyakori rádiós és televíziós szereplései kabarékban, szórakoztató műsorokban közismertté tették. 1978 és 1985 között Négy évszak címmel adott ki egy folyóiratot. 1987-től 1990-ig a Pallas Lap- és Könyvkiadó főszerkesztője volt.

## Díjai, elismerései
- József Attila-díj (1973)

## Művei
- Indulatos utazás (tanulmányok, cikkek – Czine Mihály válogatása) – 1957
- Nevető magyar dekameron. Magyar prózaírók humoros írásai; vál., sajtó alá rend., bev. Abody Béla; Szépirodalmi, Bp., 1959
- Párbeszéd a szenttel (elbeszélések) – 1960
- Az opera fellegvárai. Milánó, Bécs, Párizs, New York, Pétervár-Leningrád; Zeneműkiadó, Bp., 1963
- Az opera fellegvárai. Milánó, Bécs, Párizs, New York, Pétervár-Leningrád, Velence, Bayreuth; 2., bőv. kiad.; Zeneműkiadó, Bp., 1967
- Saulus vagy Paulus? (esszék, tanulmányok) – 1968
- Nyomozás (színművek, önéletrajzi írások, rádiójátékok) – 1970
- Irodalmi szakácskönyv; sajtó alá rend. Réz Pál, bev. Abody Béla, ill. Szántó Piroska; Minerva, Bp., 1970
- Mindent bele! Humoreszkek és szatirikus írások; Egyetemi Ny., Bp., 1970 (Kozmosz könyvek)
- Gyere velem operába! (zenei írások) – 1973
- Félidő; Szépirodalmi, Bp., 1973
- Úton-útfélen (karcolatok) – 1976
- Jó utat, fiatalok! (útirajzok) – 1978
- 12-es viszonylatban (novellák, állatmesék) – 1978
- Negyedik negyed (önéletrajzi írások) – 1981
- Emlékezetem pályája; Gondolat, Bp., 1981
- Kesztyűs kézzel (Sport zsebkönyv) – 1982
- Tündöklések, bukások (operakritikák) – 1983
- Arcok, képek, önarcképek (emlékezések, karcolatok) – 1985
- Szervusztok (karcolatok, humoreszkek) – 1985
- Emlékezetem pályája I-II.; Gondolat, Bp., 1987[2]
- Fondorlatok – 1988
- Indulás, érkezés (esszék, cikkek, kritikák) – 1990

## Forgatókönyvei
- A kör négyszögesítése (tévéfilm)
- Házigazda Abody Béla (tévéfilm, 1969, műsorvezető is)
- Ezek a fiatalok (zenés film, 1967)[3] (Banovich Tamással közösen)

## Filmszerepei
- Pesti háztetők (1962)
- Isten őszi csillaga (1963)
- A veréb is madár (1969), Konferanszié
- Szemüvegesek (1969), Alexits
- A nagy kék jelzés (1970)
- Gyula vitéz télen-nyáron (1970), Lábodi Béla
- Kojak Budapesten (1980)

## Érdekesség
Csurka István Abodyról mintázta Ki lesz a bálanya című drámájának egyik alakját.
Ő fordította Charlie Chaplin: Életem című könyvét.